# Château de Beauregard (Valais)
Vous lisez un « bon article » labellisé en 2020.
Pour les articles homonymes, voir Château de Beauregard.
Le château de Beauregard est un château en ruines situé sur un éperon rocheux à l’entrée du val d'Anniviers, sur le territoire de Chippis dans le canton du Valais, en Suisse.
D'origine et d'utilisation inconnues, il appartient à la famille de Rarogne dès le XIVe siècle. En 1387, le château est endommagé par les soldats d'Amédée VII en représailles d'un soulèvement des Rarogne contre l'évêque de Sion, Édouard de Savoie-Achaïe. Trente ans plus tard, il est détruit dans un incendie en conséquence de l'affaire de Rarogne. Des fouilles archéologiques entre 2008 et 2011 ont permis de dévoiler son périmètre et ses ruines.
Le château possédait un logis desservi par un escalier en colimaçon, une tour dont la fonction n'est pas certaine et une citerne circulaire unique en Valais, tous entourés d'une enceinte. Son accès depuis le sentier était autrefois assuré par une passerelle en bois et se fait depuis 2017 au moyen d'un court passage en via ferrata.

## Géographie

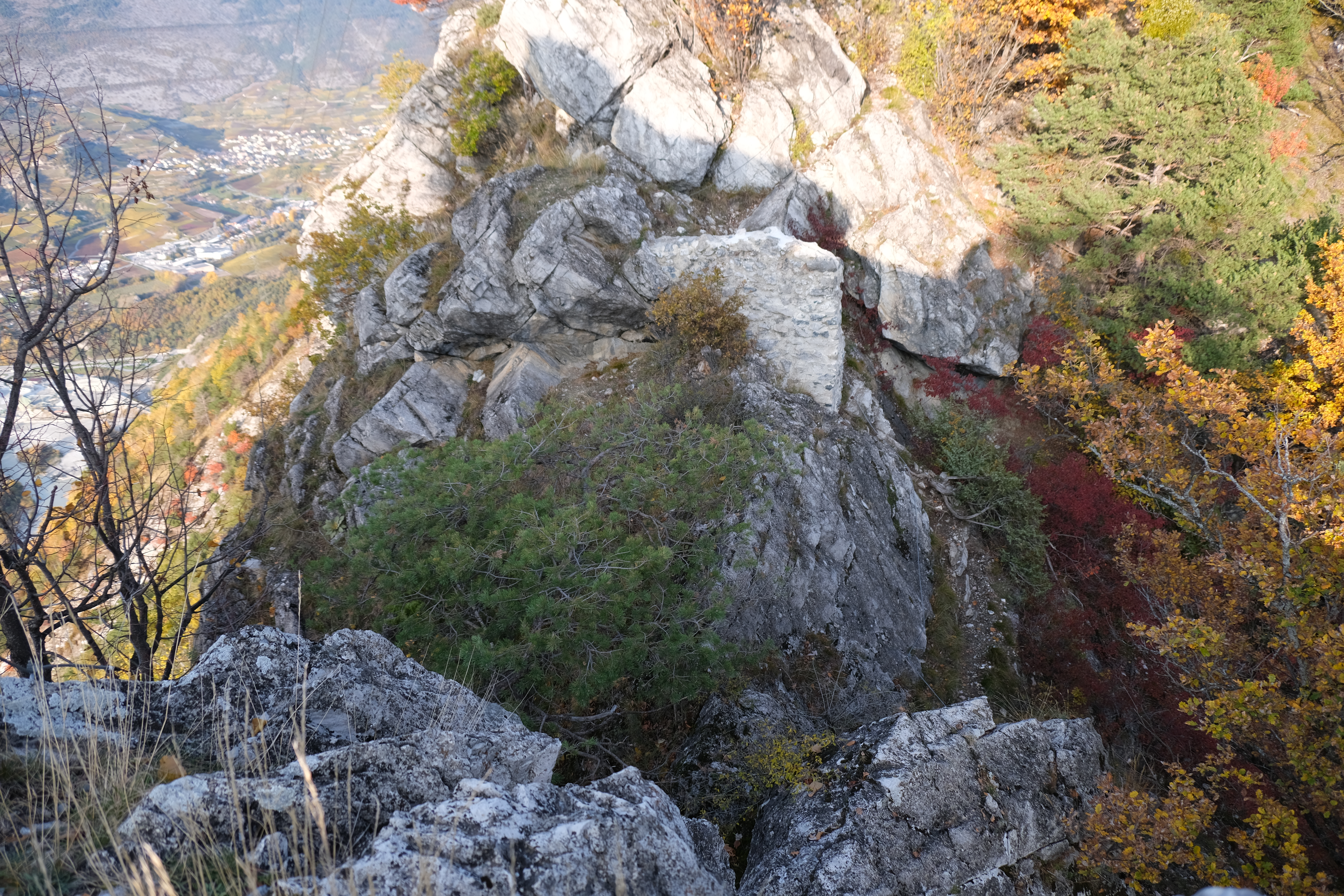
La faille naturelle vue depuis le château.

Le château de Beauregard se trouve sur le territoire de la commune de Chippis dans le canton du Valais, en Suisse. Il se situe à l'entrée du val d'Anniviers, sur la rive droite de la Navizence, sur un éperon rocheux à environ 500 mètres au dessus de Chippis et à 1 012 mètres d'altitude. Il est accessible par le sud, depuis le village de Niouc. Une faille naturelle l'isole cependant du chemin qui, au Moyen Âge, était complété par une passerelle en bois. Également connu sous le nom de « l'Imprenable », l'emplacement du château donne sur un panorama de la vallée du Rhône et sur une partie du val d'Anniviers,.

## Histoire

### Origine
L'origine du château de Beauregard est incertaine ; il n'est mentionné que deux fois dans les archives régionales : sur un acte de 1457 sous le nom « bel regard » et sur une carte de 1545 sous le nom « Perigard »,. Certains historiens placent sa construction en 1097, mais aucune preuve ne l'atteste. Son style d'architecture, similaire à la tour de Chalais, laisse cependant penser qu'il aurait été construit au XIIe siècle. Il est très probable qu'il appartienne déjà à la famille de Rarogne avant 1380, année où Pierre de Rarogne épouse Béatrice, fille de Jacques II d'Anniviers,. À la mort de ce dernier, qui n'a pas de fils, le domaine du val d'Anniviers revient d'abord à Aymon de Challant, premier beau-père de Béatrice, puis est racheté par Pierre de Rarogne, qui est alors comte de Sierre, pour 1 700 florins. Il est possible que le château de Beauregard soit à l'origine une propriété des Albi, famille de la première femme de Pierre de Rarogne, qui possédaient la seigneurie de Granges, mais elle aurait aussi pu appartenir à la famille de la Tour ou à des chevaliers de Sierre,. Il est cependant certain que le château faisait partie du territoire de Sierre, puisqu'il est situé plus au nord du rocher « Petra Letzi » qui délimite Anniviers et Sierre sur la rive droite de la Navizence.
L'utilité du château reste également un mystère. Il a pu servir à défendre soit l'entrée du val d'Anniviers, soit la route sur la rive gauche du Rhône, mais il est également possible qu'il ait servi de poste d'observation et de communication au moyen de feux ou de refuge de dernier recours pour ses propriétaires.

### Premier assaut des Savoyards
Dans les années 1380, Pierre de Rarogne est à la tête d'un mouvement de révolte contre le nouvel évêque de Sion, Édouard de Savoie-Achaïe. Ce dernier déplaît au peuple valaisan à cause de ses origines savoyardes, sa famille étant vue comme trop puissante. Pierre de Rarogne s'empare alors des châteaux de Tourbillon, de la Majorie et de la Soie, tous trois propriétés du pouvoir épiscopal. Amédée VII, appelé en aide par son parent, remonte la vallée du Rhône avec son armée et prend Sion d'assaut. Une fois capturée, il détruit partiellement la ville et appuie ses exigences. Les domaines épiscopaux sont rendus à l'évêque, cependant, ce dernier ne pouvant pas se déplacer sans avoir besoin d'une garde personnelle savoyarde, il décide de démissionner deux ans plus tard. L'alliance entre Pierre de Rarogne et les peuples valaisans posant toujours problème, Amédée VII revient en Valais avec une grande armée en octobre 1387. Il s'arrête cette fois à Salquenen, où des accords de paix sont conclus avec quelques communes de la région, dont Loèche.
Sur le chemin du retour, Amédée VII attaque certaines possessions des Rarogne dans le val d'Anniviers. Il assiège le château de Beauregard alors que Pierre de Rarogne s'y trouve. Pendant qu'un détachement de ses hommes contourne la bâtisse par le haut de la montagne, Amédée reste en contrebas et massacre les Anniviards venus en aide à leur seigneur. Le château de Beauregard est finalement pris et les fils de Pierre, Petermann et Heinzmann, sont emprisonnés puis pendus sur le Grand-Pont à Sion. Le château est endommagé mais est vite remis en état par les Rarogne.

### Victime de l'affaire de Rarogne

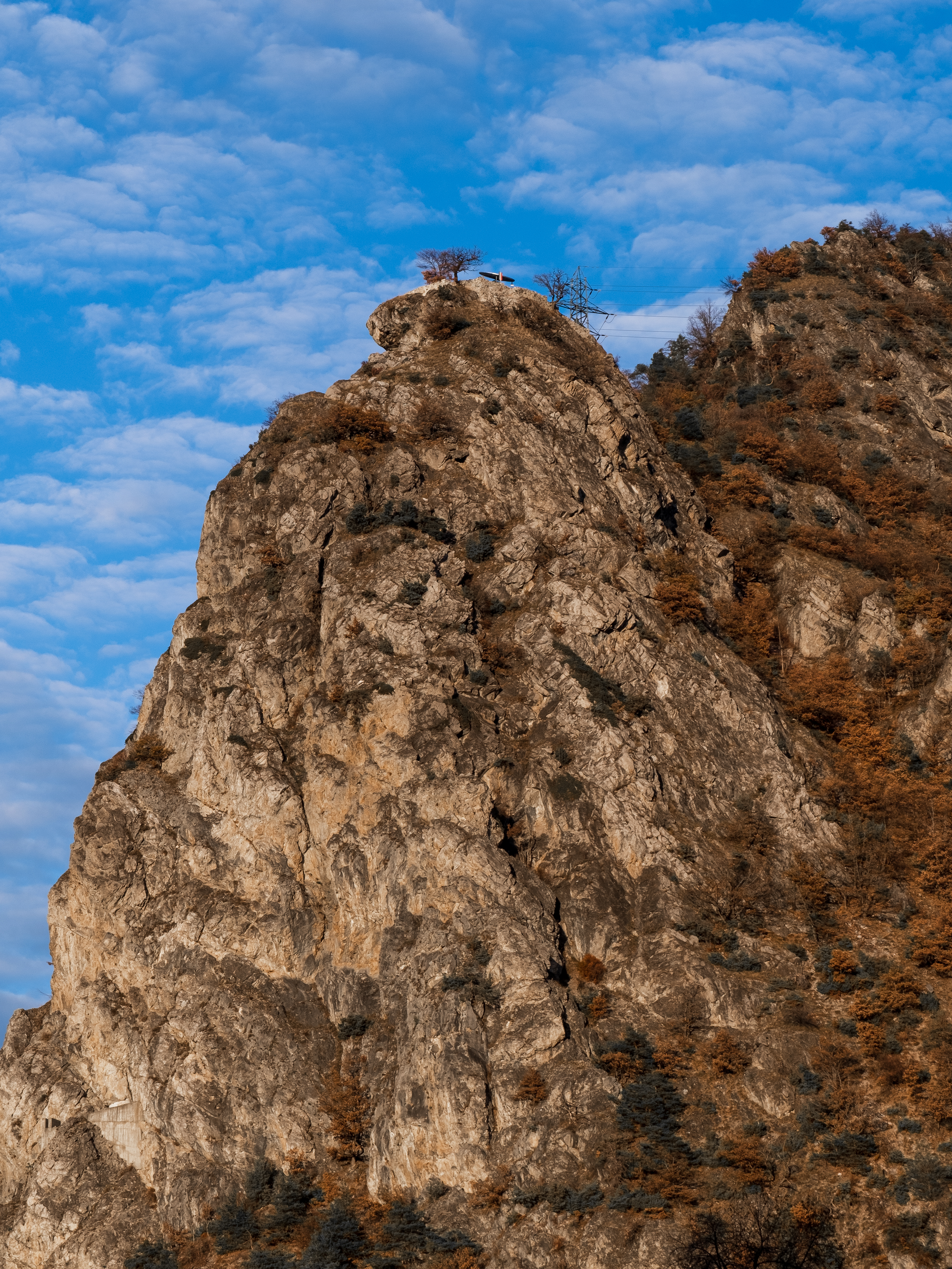
Ruines du château de Beauregard vues depuis Niouc.

Au début du XVe siècle, la famille de Rarogne occupe toujours une place importante dans la vie politique valaisanne : Guillaume II de Rarogne est évêque de Sion et Guichard de Rarogne, fils de Pierre, est grand-bailli. En 1414, Guichard se fait remettre tous les droits de souveraineté sur le Valais par l'empereur Sigismond de Luxembourg. La nouvelle de ces nouveaux pouvoirs provoque la colère des communes valaisannes, et amène l'affaire de Rarogne. Les Valaisans sont dès lors en conflit contre toute la famille de Rarogne.
Entre 1416 et 1417, les propriétés des Rarogne sont prises d'assaut par les communes valaisannes, leur maison à Sierre et la tour de Loèche étant incendiées en premier. S'ensuit un long siège pour prendre le château de Beauregard. Sous une forte chaleur, les assaillants n'arrivent pas à y pénétrer, mais la faim et la soif ont finalement raison des défenseurs, qui se rendent. Le château est alors incendié et ne sera plus jamais reconstruit. Guichard de Rarogne est quant à lui placé en exil avant d'être remis en possession de la seigneurie d'Anniviers en 1420.

### Découvertes archéologiques et conservation
En 1951, Louis Blondel entreprend le premier relevé des ruines du château de Beauregard et conclut qu'il doit s'agir d'une simple tour de garde.
Au début du XXIe siècle, les connaissances sur le château de Beauregard sont minimes et aucune fouille archéologique n'a été conduite sur le site. En 2005, Bernard de Preux, membre de la société Patrimoine suisse, propose de lancer une investigation archéologique afin de prendre connaissance de l'importance du site. Trois ans plus tard, Patrimoine Suisse et les communes de Chippis et Sierre créent la fondation du château de Beauregard afin de collecter des fonds pour exécuter les travaux de fouilles,.
Le premier sondage sur terrain a lieu en 2008 et, une fois les autorisations cantonales obtenues, le site de Beauregard est nettoyé et le sommet de la colline est abaissé de neuf mètres. Menées par Alessandra Antonini, les fouilles archéologiques ont lieu de 2009 à 2011 et permettent de découvrir une grande partie des ruines du château. Les travaux ont coûté près de 600 000 francs.
En 2016, la citerne est recouverte pour prévenir les chutes et éviter qu'elle se remplisse de feuilles, tandis que la cage d'escalier en colimaçon est parée d'un toit,. En 2017, un chemin didactique depuis le village de Niouc est complété, le passage du fossé étant assuré par un système de via ferrata.

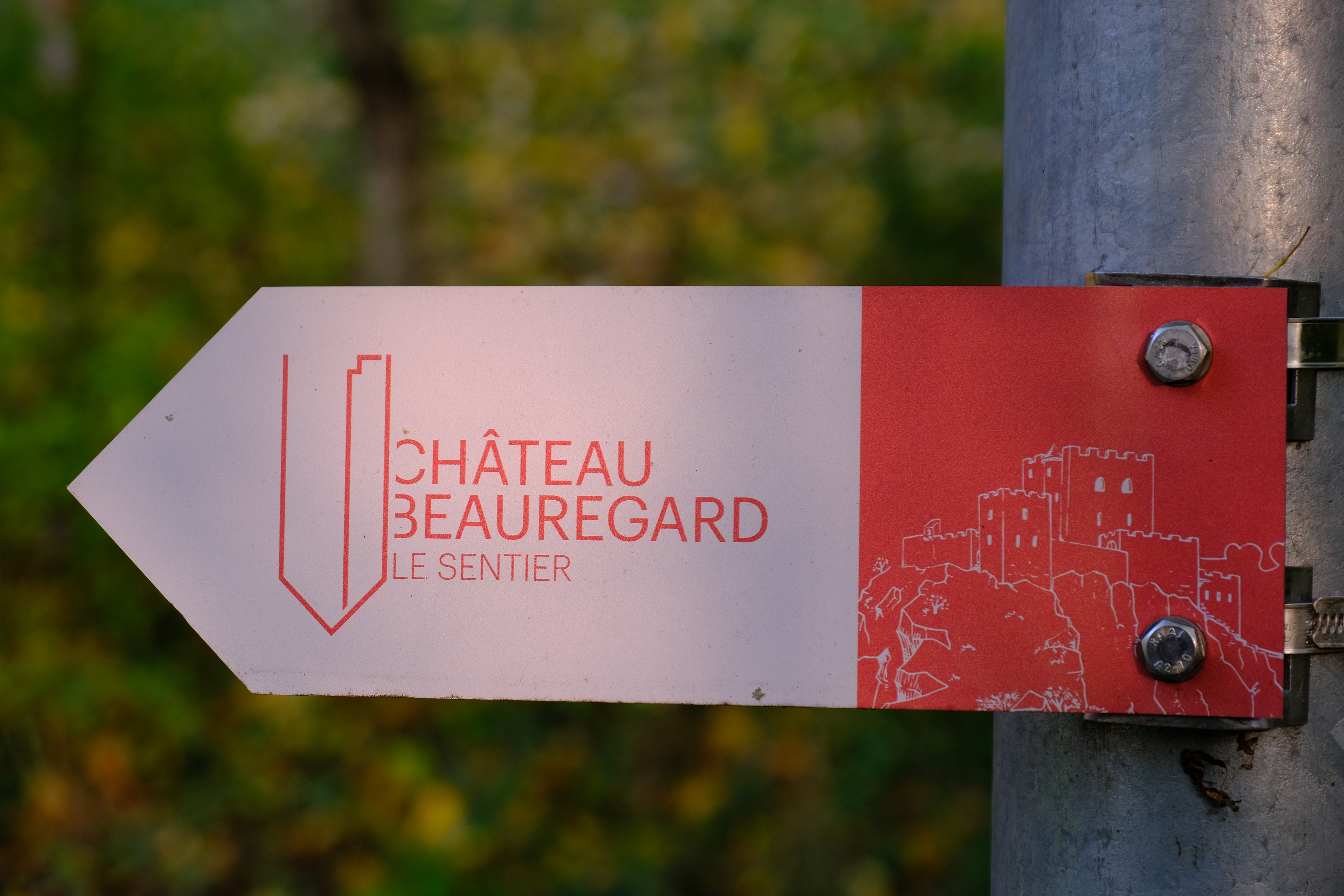
Le chemin menant au château a été complété en 2017.
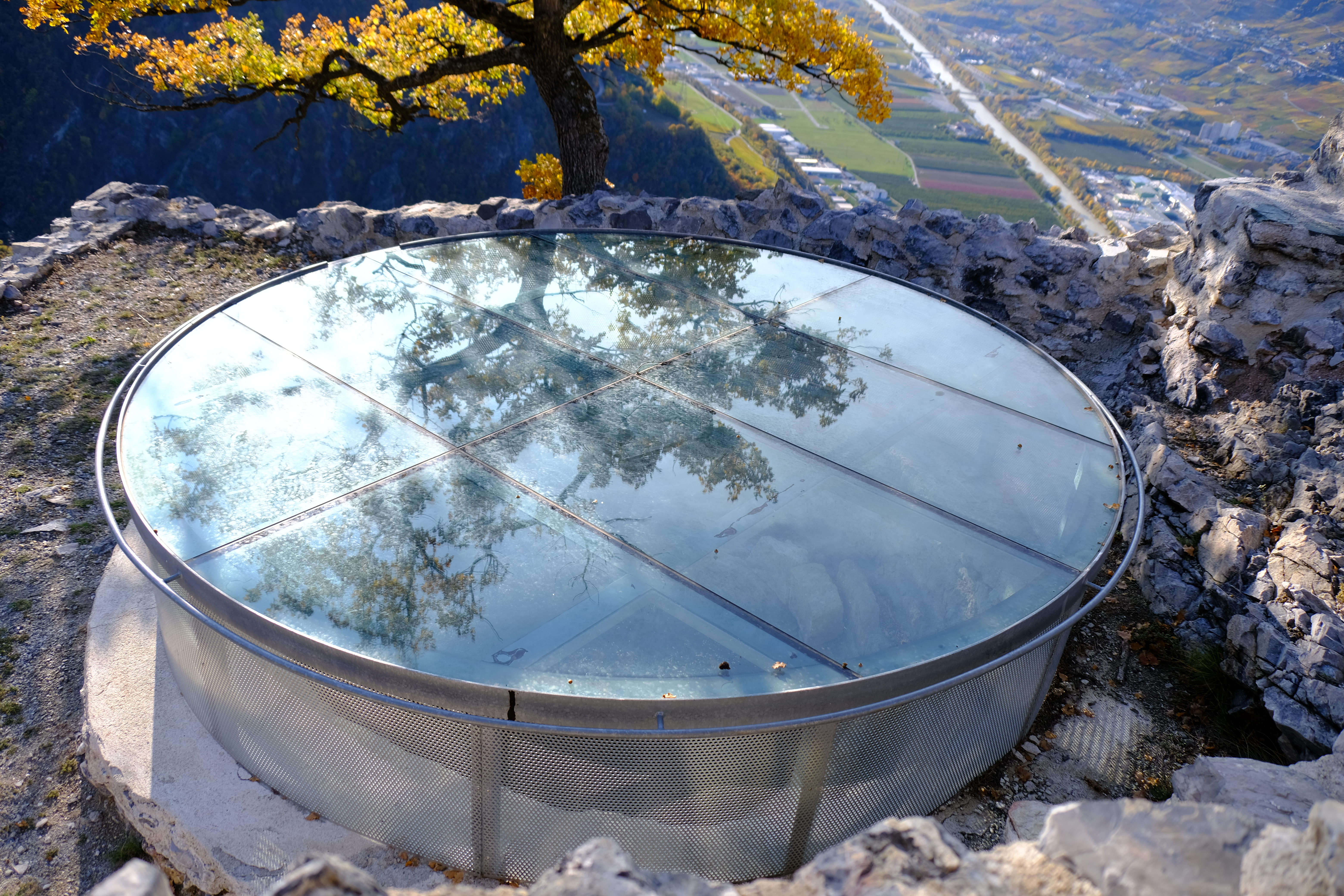
Protection posée au dessus de la citerne du château.
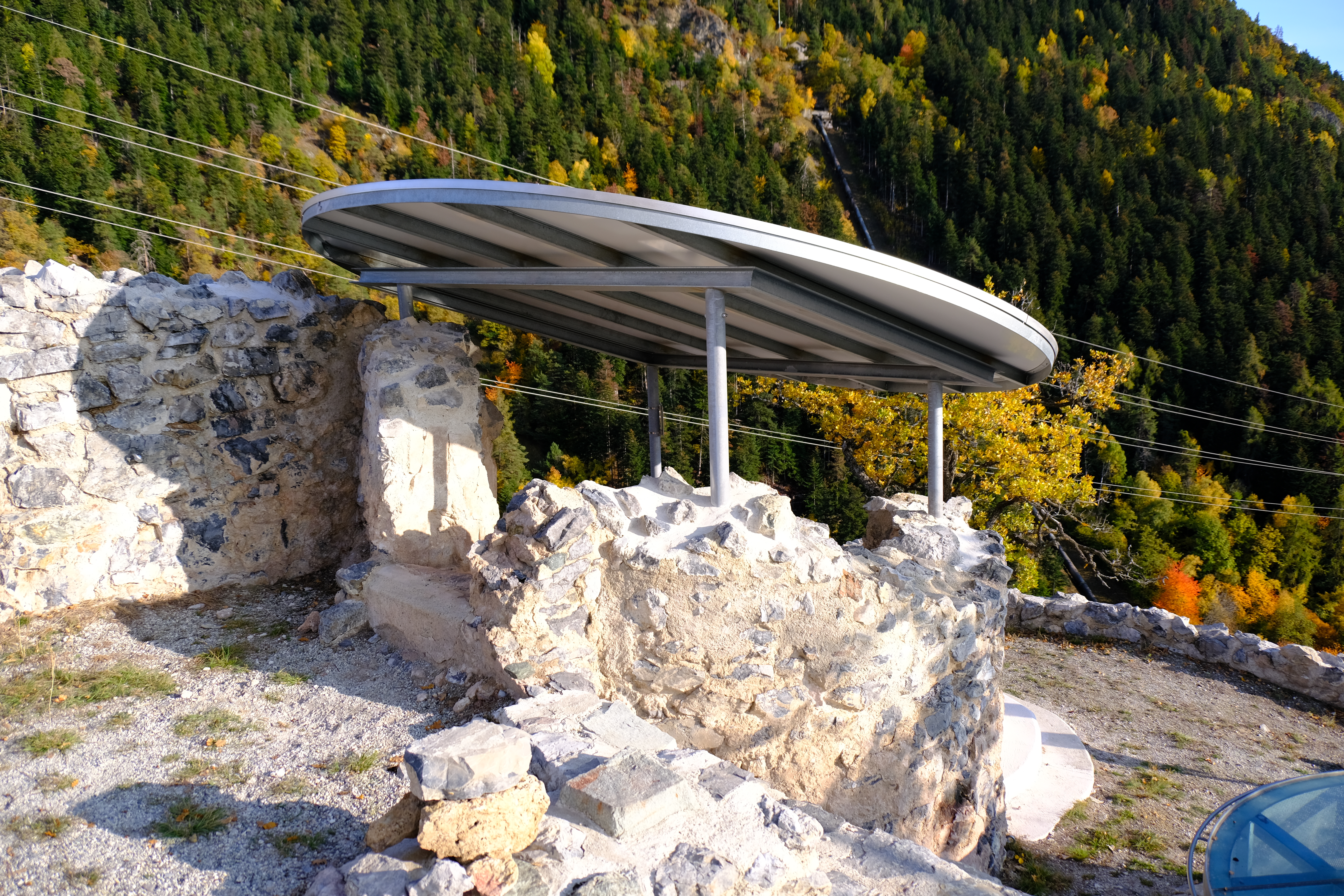
La cage d'escalier a également été protégée.

## Description

### Accès
L'accès au château se faisait au moyen d'un pont dormant en bois de 2 mètres de large et 9 mètres de long surplombant un fossé. Côté chemin, à l'est, la passerelle passait sur un mur construit directement sur l'éperon rocheux. Ce mur servait également de première porte contrôlant l'accès à la passerelle, similairement aux fortifications ouest du château de Tourbillon, et mesurait entre 3 et 4 mètres de hauteur. La partie centrale du pont reposait sur des montants de bois enfichés dans la roche du fossé, tandis que son tablier était démontable en cas d'attaque.
Côté château, la passerelle contourne l'éperon rocheux et se termine au sud-est de l'enceinte. Des entailles dans la roche le long de la façade orientale montrent que la passerelle était maintenue par des poutres horizontales. D'autres entailles au pied de la façade sud de l'éperon attestent de la présence d'un premier escalier menant à un palier, suivi de quatre autres marches qui finissent à la porte principale du château.

L'accès au château.
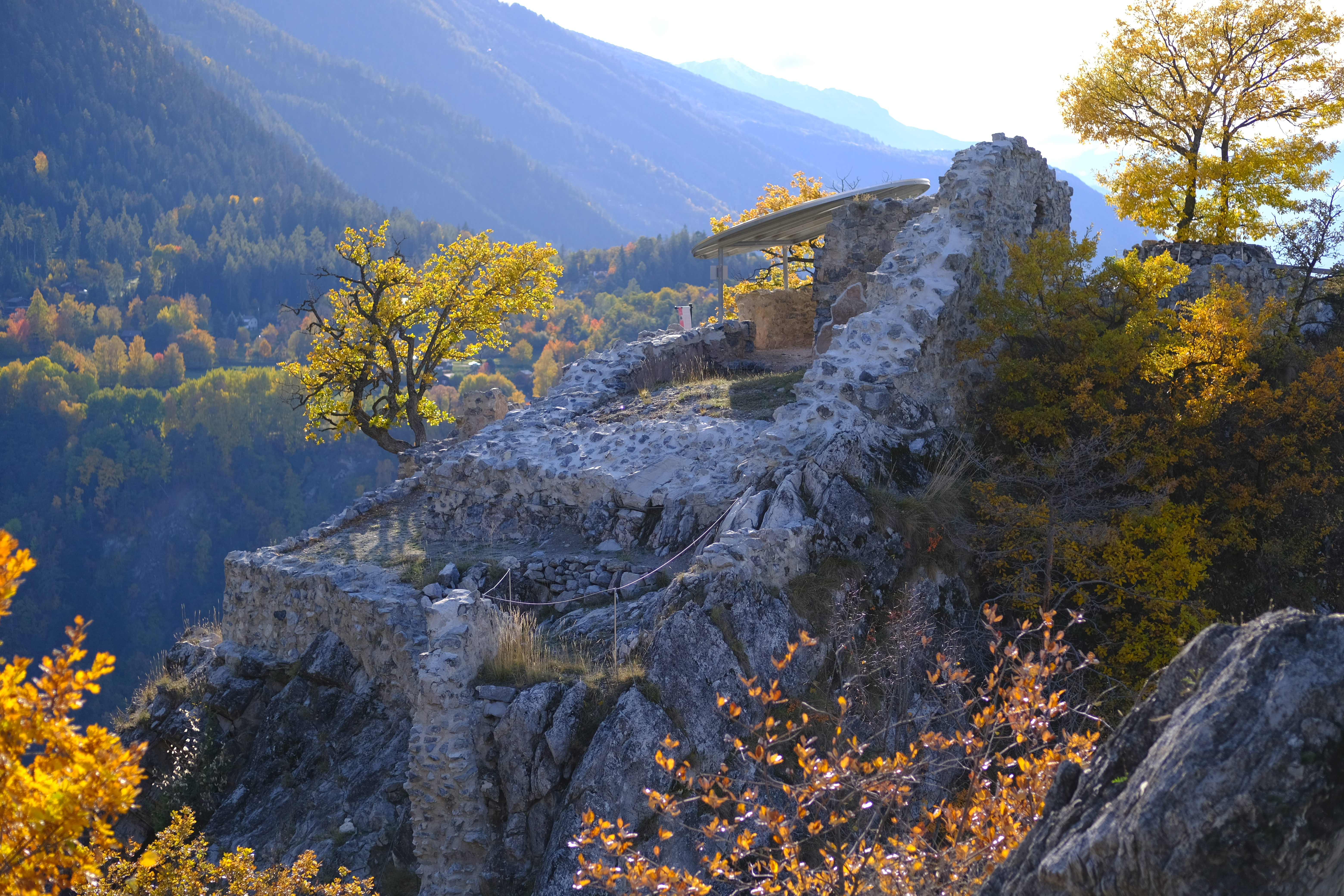
Vue des ruines du château depuis la fin du chemin.
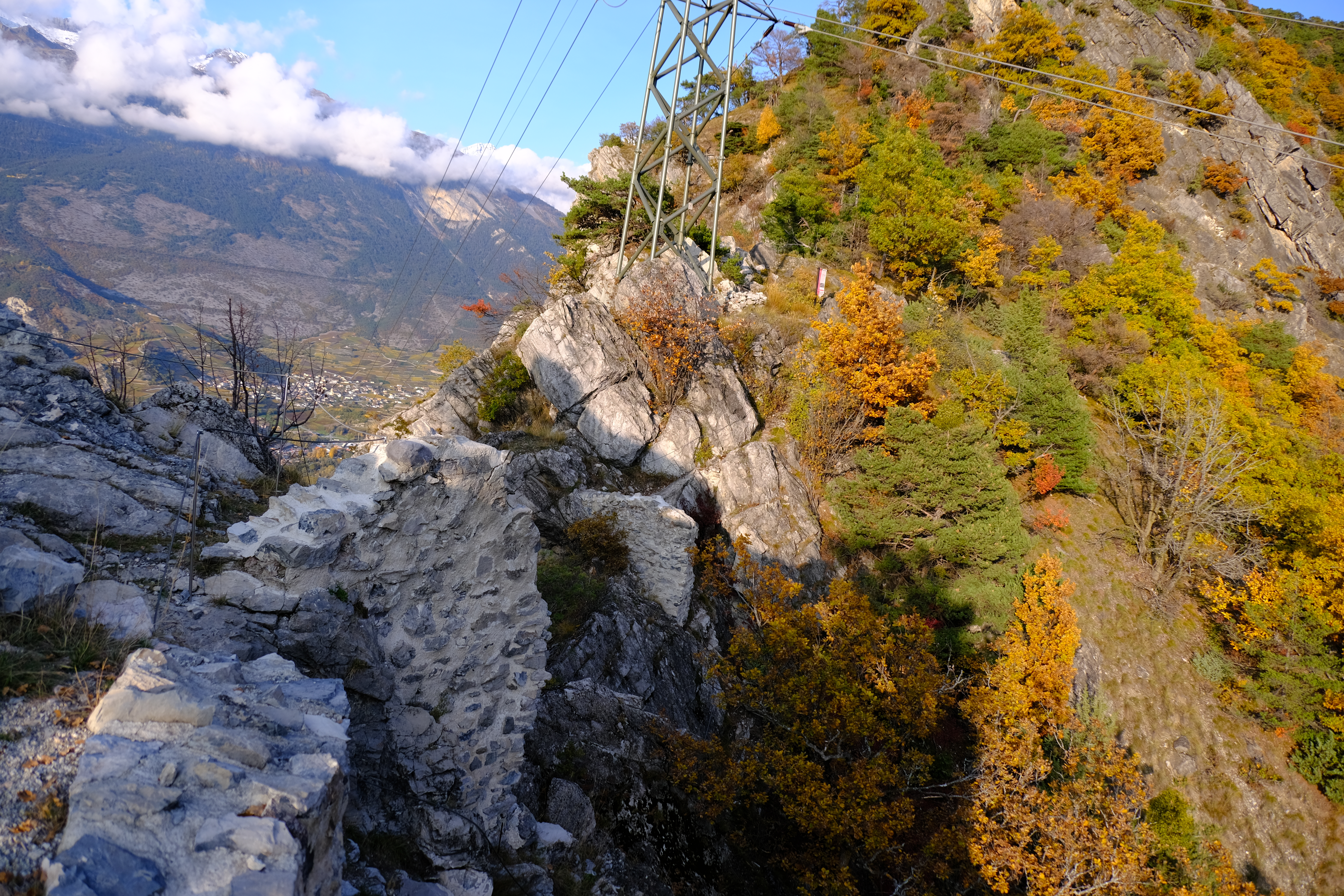
Murs utilisés pour la passerelle.

### Cour

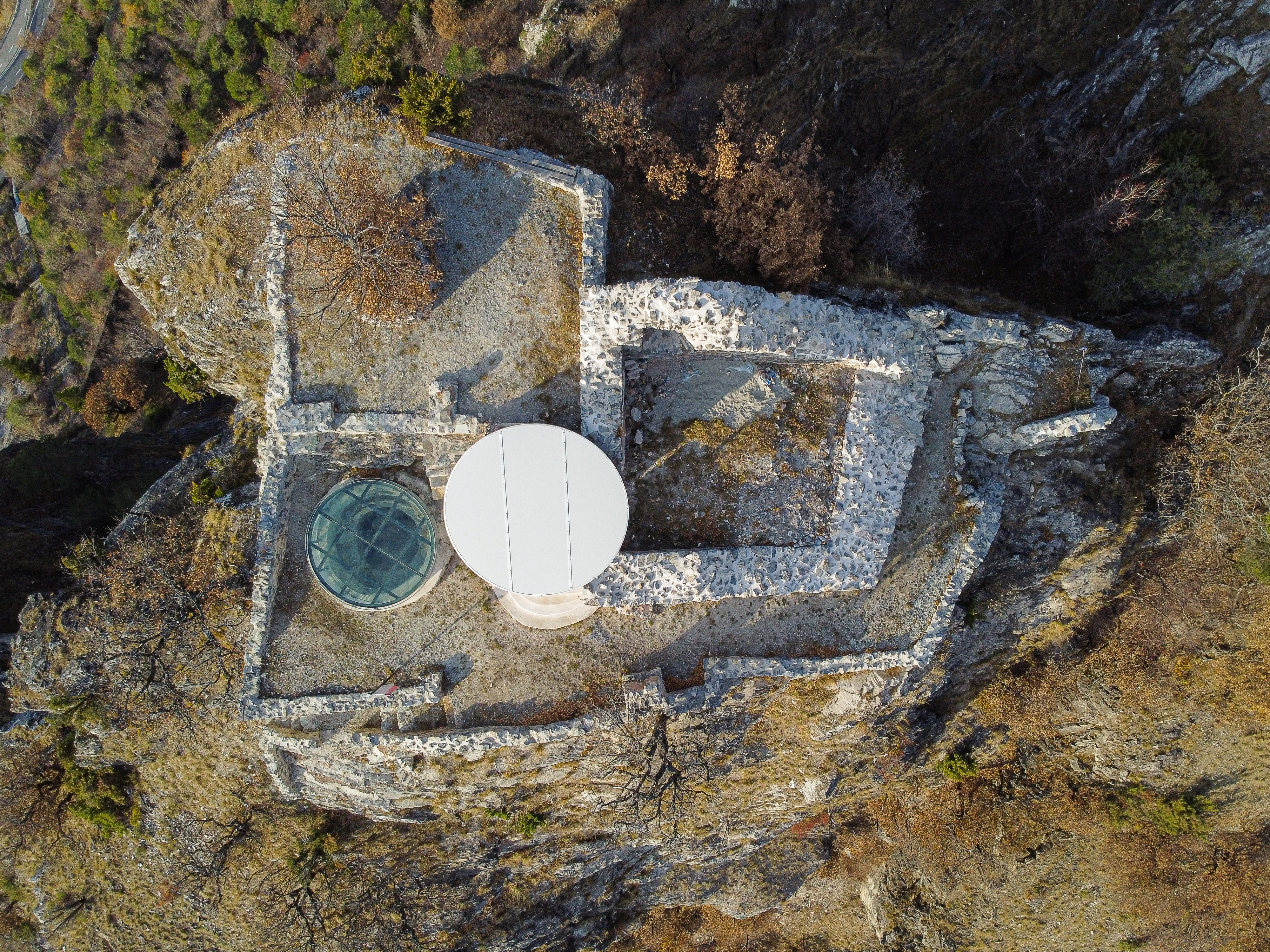
Vue de dessus du château.

La cour du château de Beauregard est séparée en deux parties. La première, appelée cour basse, à l'est, servait de corps de garde ainsi que de couloir d'entrée pour la porte principale. Sa largeur varie entre 1,6 et 3 mètres. La cour basse était séparée de la cour haute par une nouvelle porte, probablement rajoutée après l'assaut de 1387.
Une citerne circulaire profonde de 2,25 mètres alimentait le château en eau. En raison de son style unique dans la région, l'archéologue Alessandra Antonini l'a qualifiée de « plus belle citerne découverte jusqu'ici en Valais »,. Le diamètre à sa base est de 2,10 mètres — au niveau du goulot il est de 1,90 mètre — et sa capacité est estimée à 6 000 litres. Le fond de la citerne est fait de cinq dalles de schiste ardoisé, tandis que ses parois verticales ont été construites avec des blocs de cargneule taillés derrière lesquels se trouve une paroi interne étanche en limon argileux vert olive. Le goulot de la citerne est entouré par un canal en blocs de cargneule. Celui-ci est chargé de déverser le surplus d'eau à l'est du château ; il est possible qu'un déversoir à l'ouest ait existé, mais cette partie de la citerne s'est effondrée. La citerne circulaire est construite dans une ancienne citerne rectangulaire. La date de la transformation n'est pas connue, mais il est probable que la citerne circulaire existait déjà en 1387.
Au sud-ouest de l'enceinte, un petit escalier dirigé vers l'ouest mène à une tour rectangulaire de trois mètres sur cinq. Son étage inférieur servait de grenier tandis que le deuxième étage était utilisé pour garder l'arête sud-ouest. L'escalier d'accès continue vers l'ouest sur une poterne. Celle-ci sert d'accès secondaire au château et donne sur un chemin vertigineux le long de l'arête sud-ouest.

La cour du château.
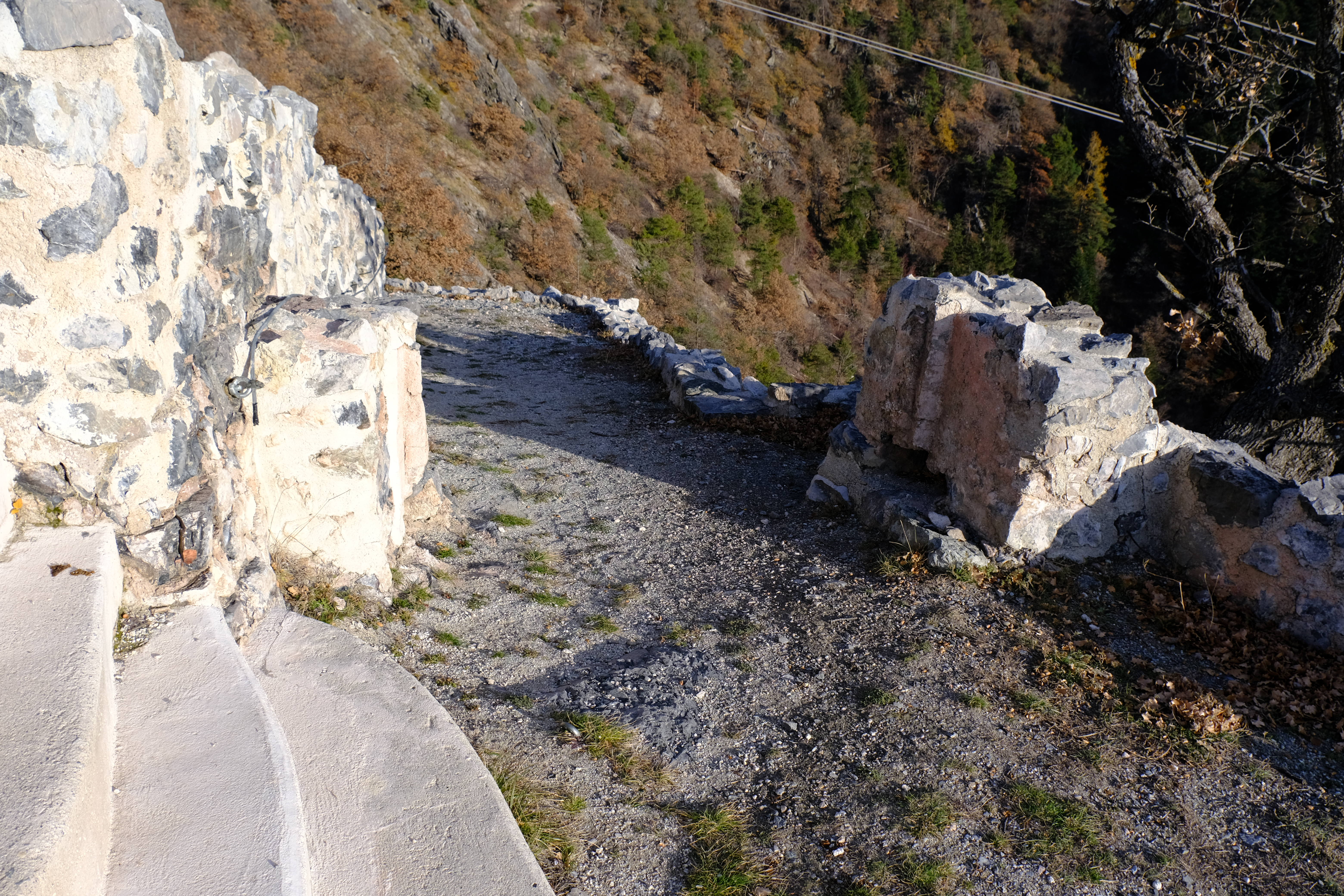
Emplacement de la porte séparant les cours.
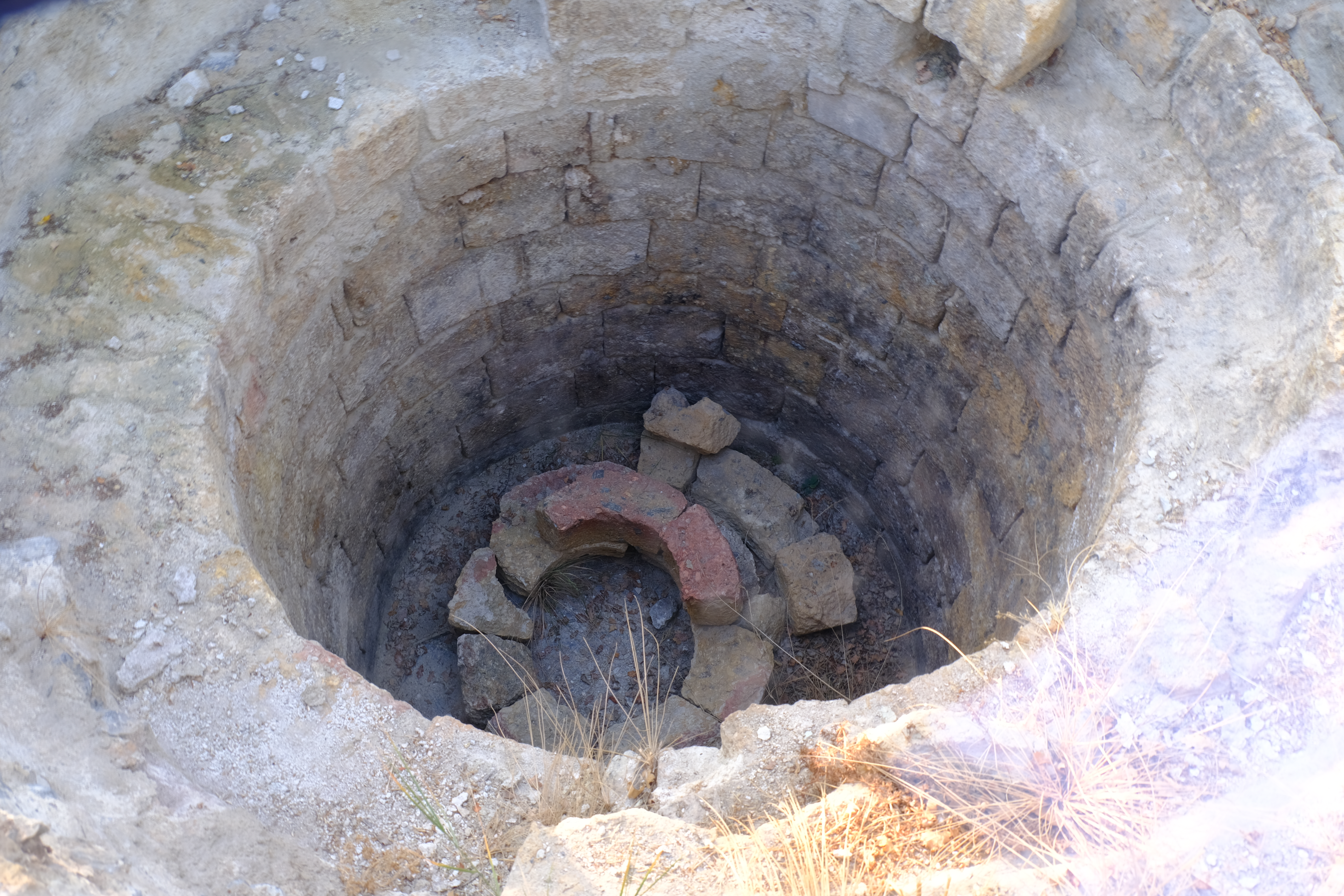
Intérieur de la citerne du château.
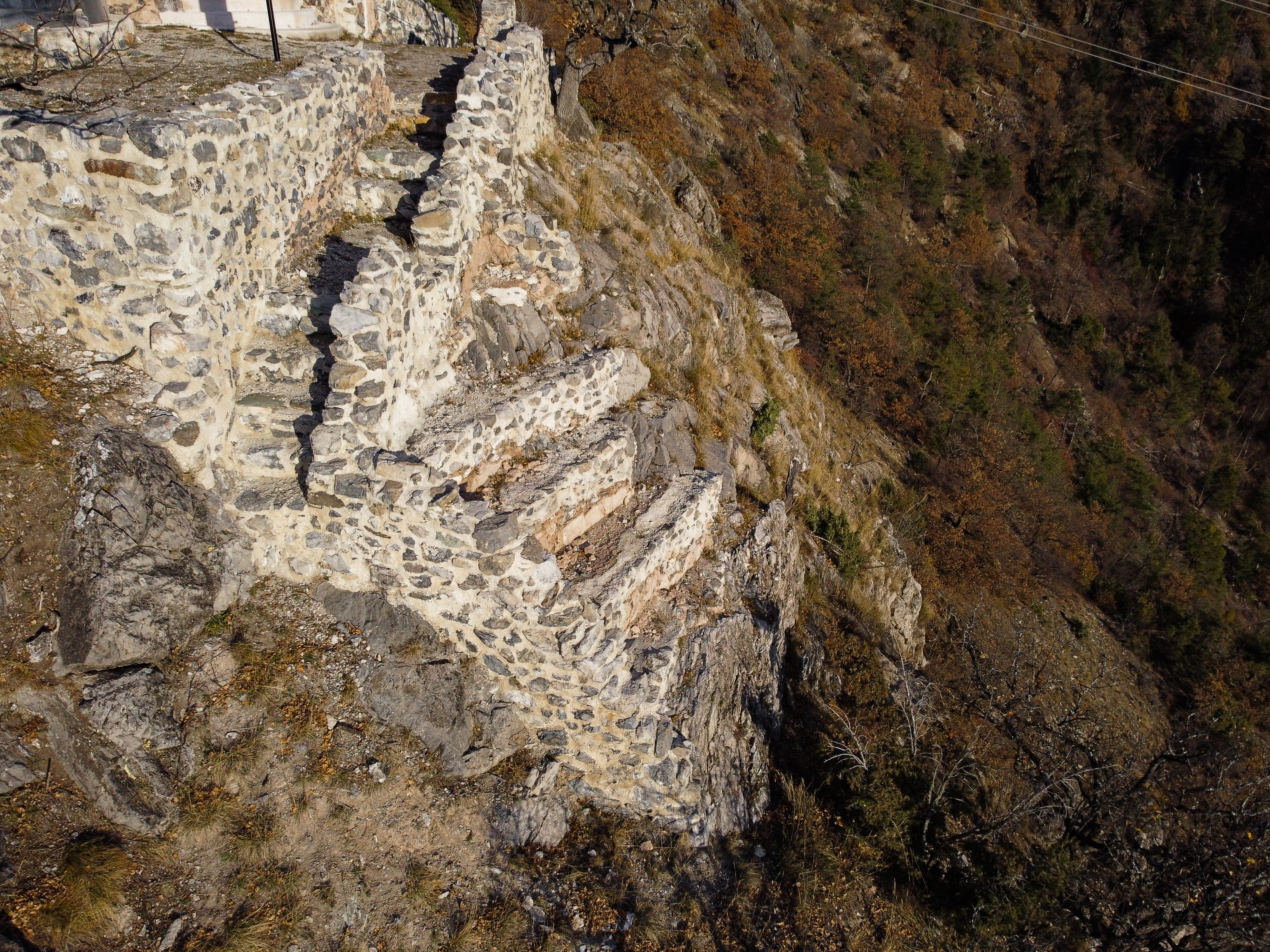
Ruines de la tour et de la poterne au sud-ouest du château.
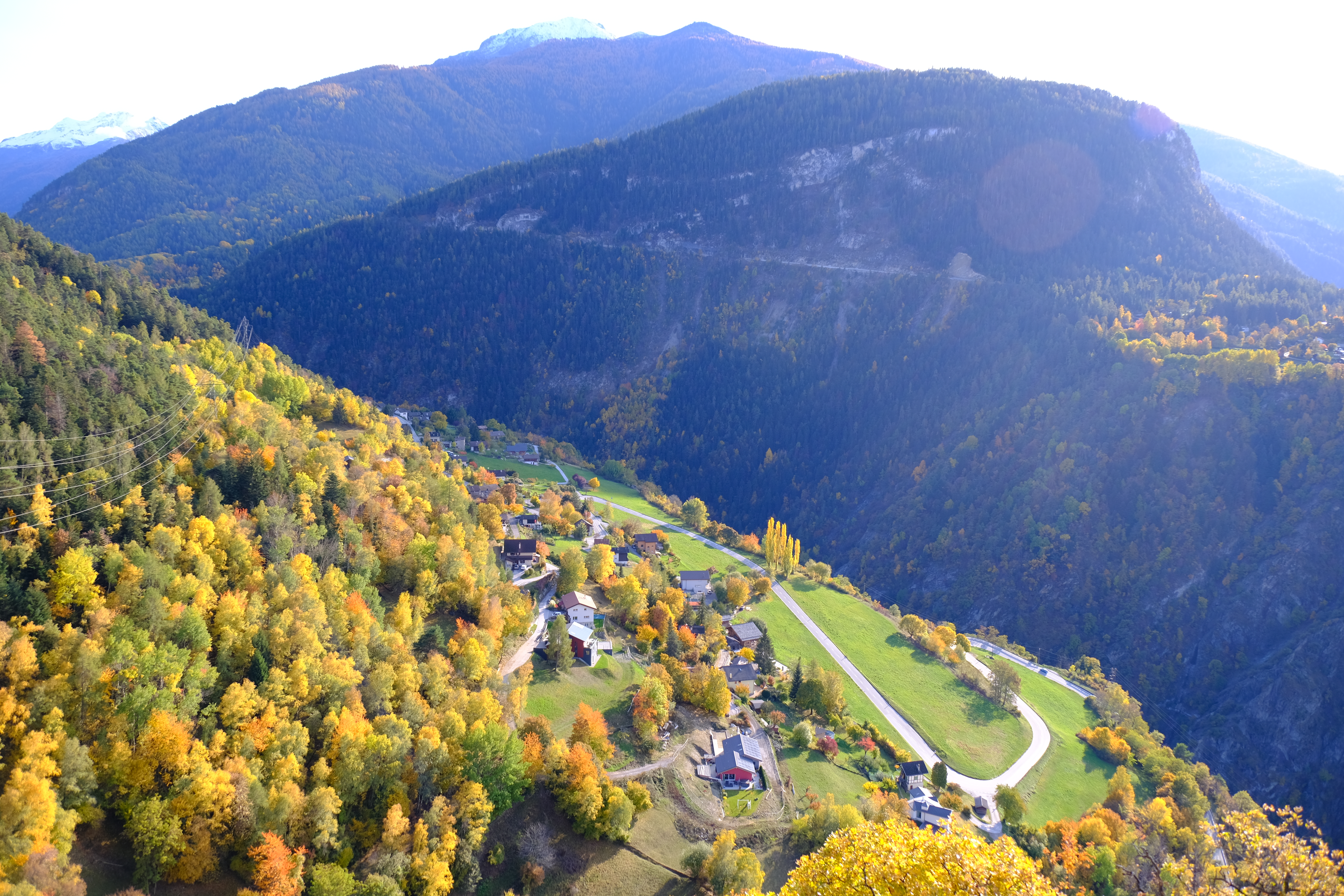
Niouc et le val d'Anniviers vus depuis la cour du château.

### Bâtiment principal
Le bâtiment principal était un rectangle de huit mètres par neuf qui servait de logis au château. Au nord, dans le mur qui a subsisté se trouvent deux ouvertures, une meurtrière et une autre asymétrique 70 cm plus bas. Les murs n’avaient pas tous la même épaisseur : celle du mur nord était de 1,6 m tandis que celles des murs ouest et est étaient respectivement de 1,6 et 2,5 m. Le mur oriental faisait face au fossé naturel du château et était ainsi peut-être paré d'un glacis.
L'entrée du logis se faisait par le mur ouest, en passant par la cage d'escalier en colimaçon. Les poutres du seuil de la porte ont laissé des traces au sol et dans le mur ouest retrouvées lors des relevés archéologiques,. La cage d'escalier n'existait pas lors de la construction du château. Elle desservait également la terrasse supérieure et l'étage supérieur du logis. Une couche de cendre a été retrouvée dans la cage d'escalier et prouve que le château a été incendié.
Un boulet intact a été retrouvé en 2010 dans ce qui a été identifié comme les restes de poutraison de l'étage du logis. Sa position lors de la découverte laisse penser qu'il était stocké à l'étage supérieur. L'étage était donc peut-être une plateforme défensive. La forme du boulet indique quant à elle qu'il aurait dû servir à une bombarde et non pas à une catapulte.

Le bâtiment principal du château.
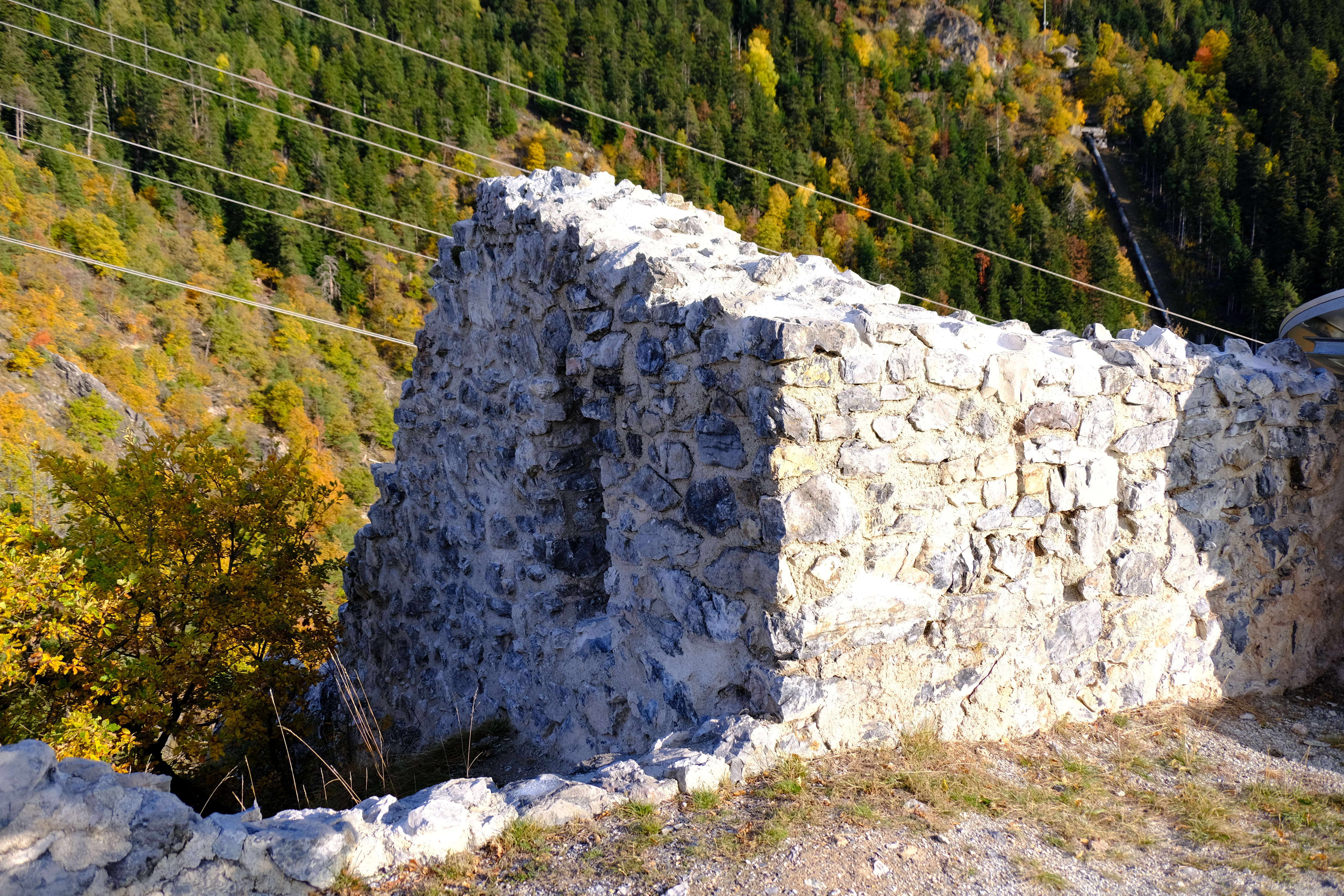
Vue extérieure depuis le nord-ouest.
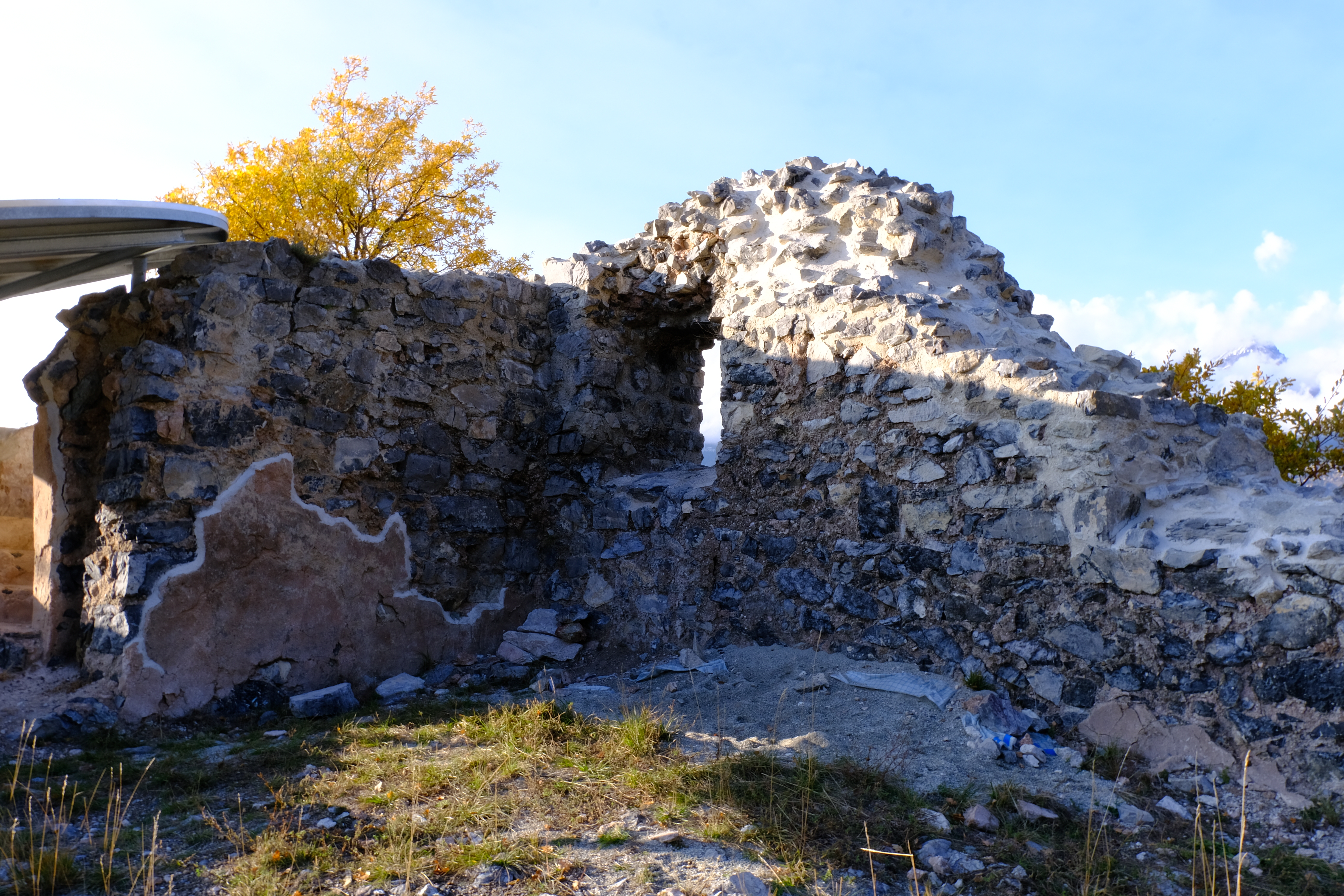
Vue intérieure depuis le sud-est.
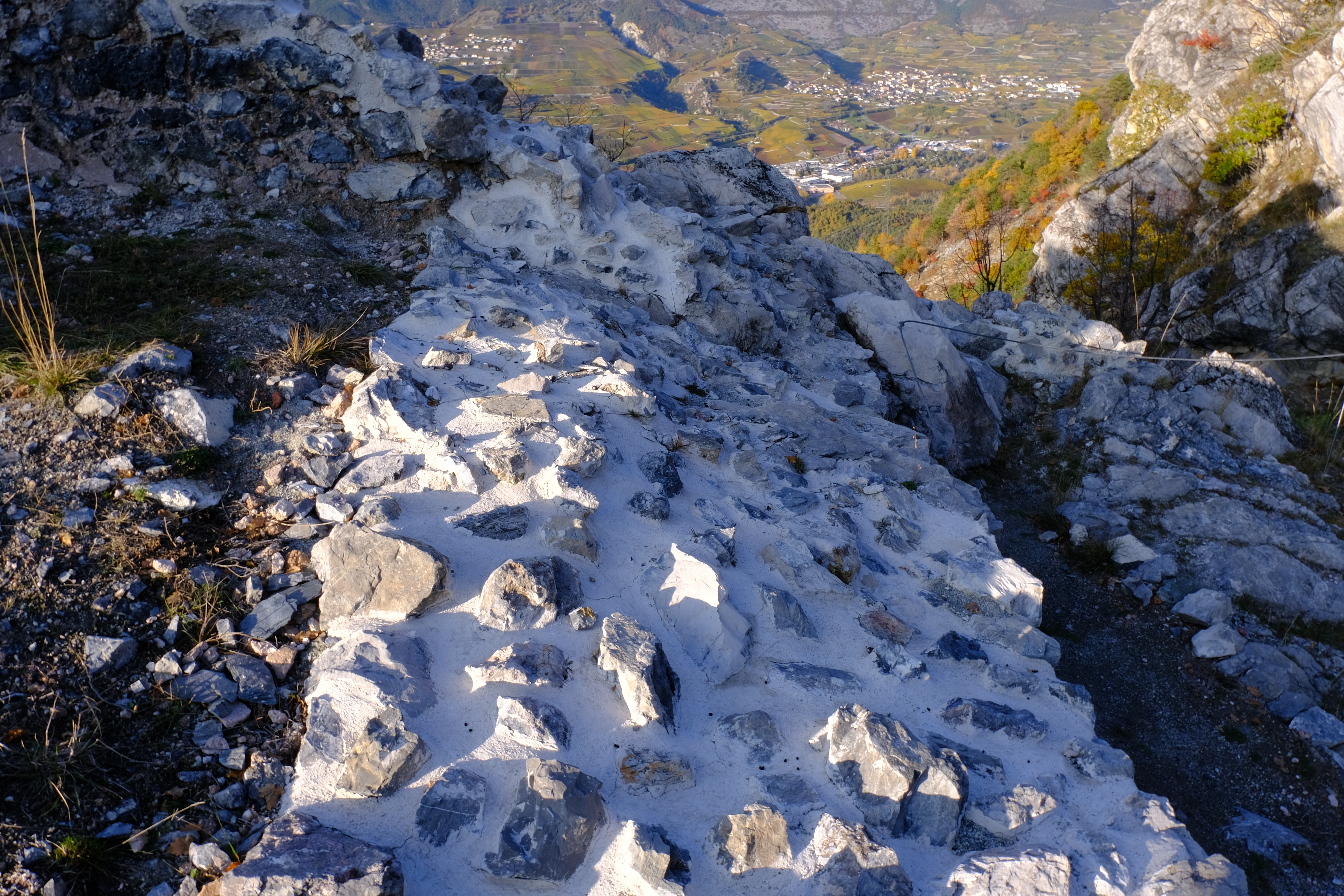
Ruine du mur est.
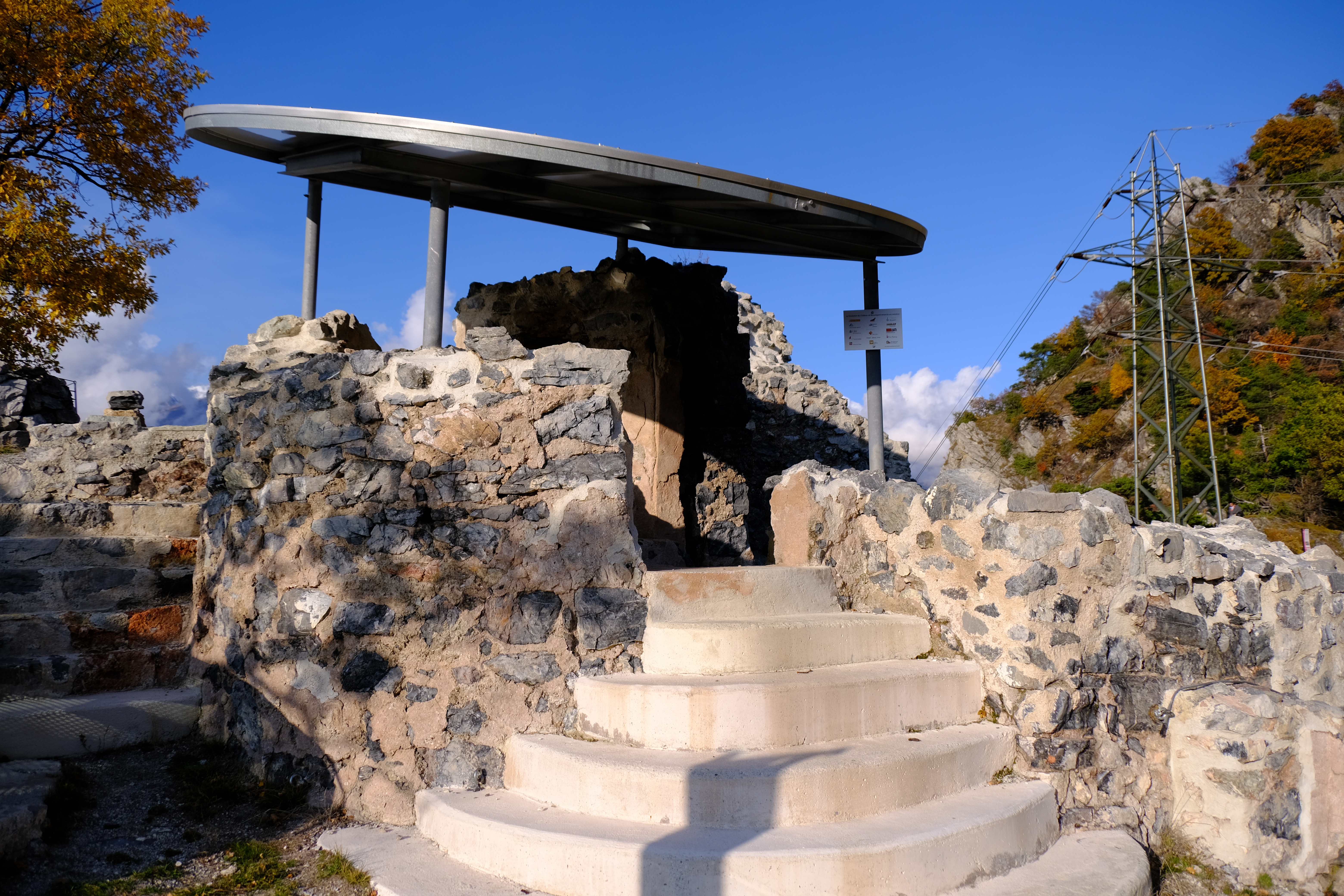
Cage d'escalier.

### Terrasse supérieure

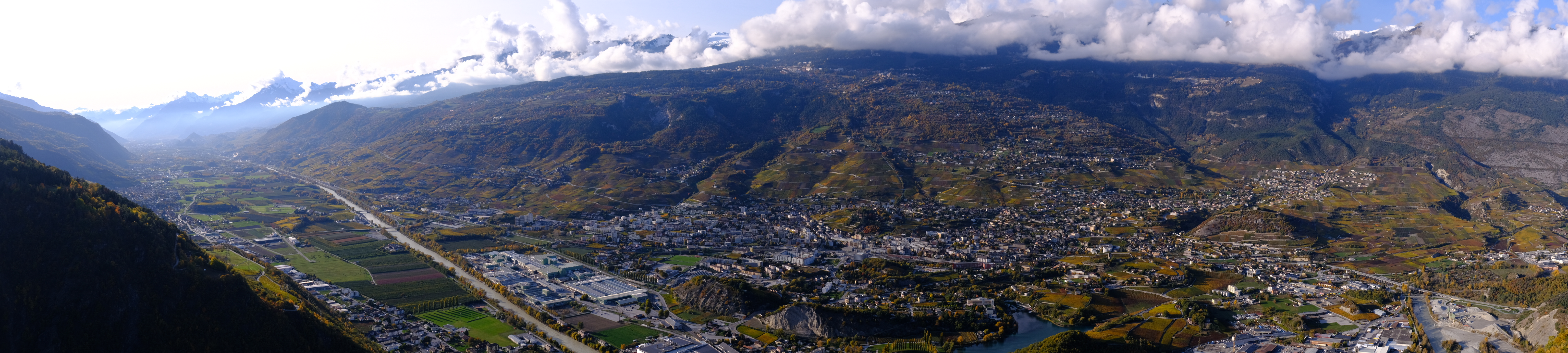
Panorama.

Un bâtiment en bois réparti en deux salles de 24 m2, une à l'ouest et l'autre à l'est, se trouvait sur la terrasse supérieure. Celles-ci étaient respectivement accessibles depuis un escalier au nord de la citerne et depuis la cage d'escalier en colimaçon. Ce bâtiment est apparu lors de la dernière transformation du château. En attestent, entre autres, la découpe dans la maçonnerie de la cage d'escalier et l'escalier ouest qui empiète sur le rebord de la citerne.
Le local ouest était collé au bâtiment principal du château. Sa façade sud était dédoublée par un muret de 30 cm d'épaisseur formant le pied-droit de la porte donnant dans la cage d'escalier. Aucune trace de substruction n'a été retrouvée au nord, laissant à supposer que la paroi était directement posée sur le sol rocheux. La salle orientale devait probablement avoir une architecture similaire à celle de l'ouest, avec une exception pour son angle sud-ouest qui était plus massif car il se trouvait à cheval entre le niveau de la terrasse supérieure et celui de la citerne.
Au sud-ouest de le terrasse supérieure se trouve un socle maçonné de 1,6 par 1,4 mètre. Surplombant une faille naturelle, elle servait de latrines. Il est possible que son usage était réservé à la garnison, les latrines des seigneurs se trouvant probablement au deuxième étage du bâtiment principal, comme c'est le cas aux châteaux de Saxon ou de Saillon.

La terrasse supérieure du château.
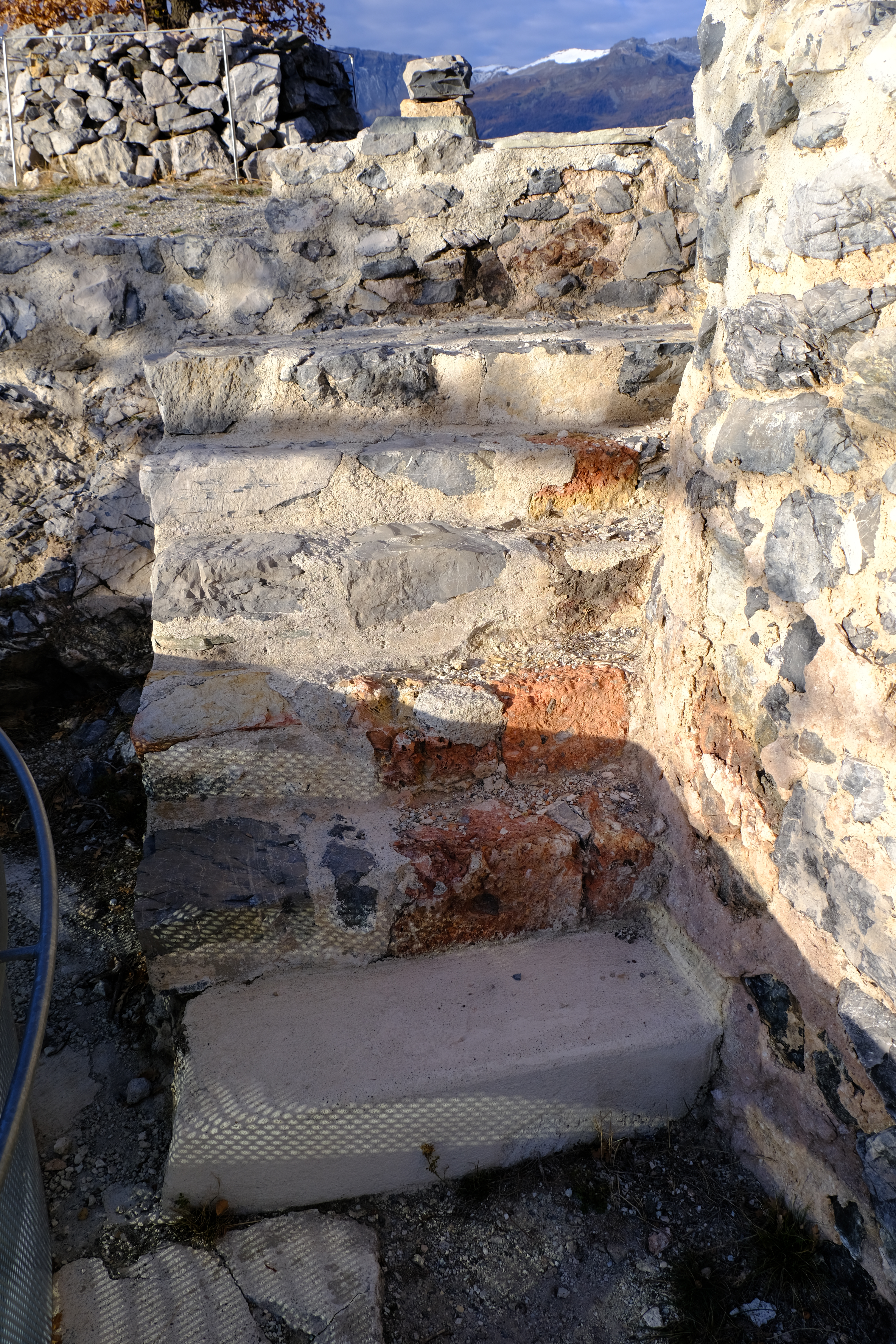
Escalier menant à la terrasse supérieure.
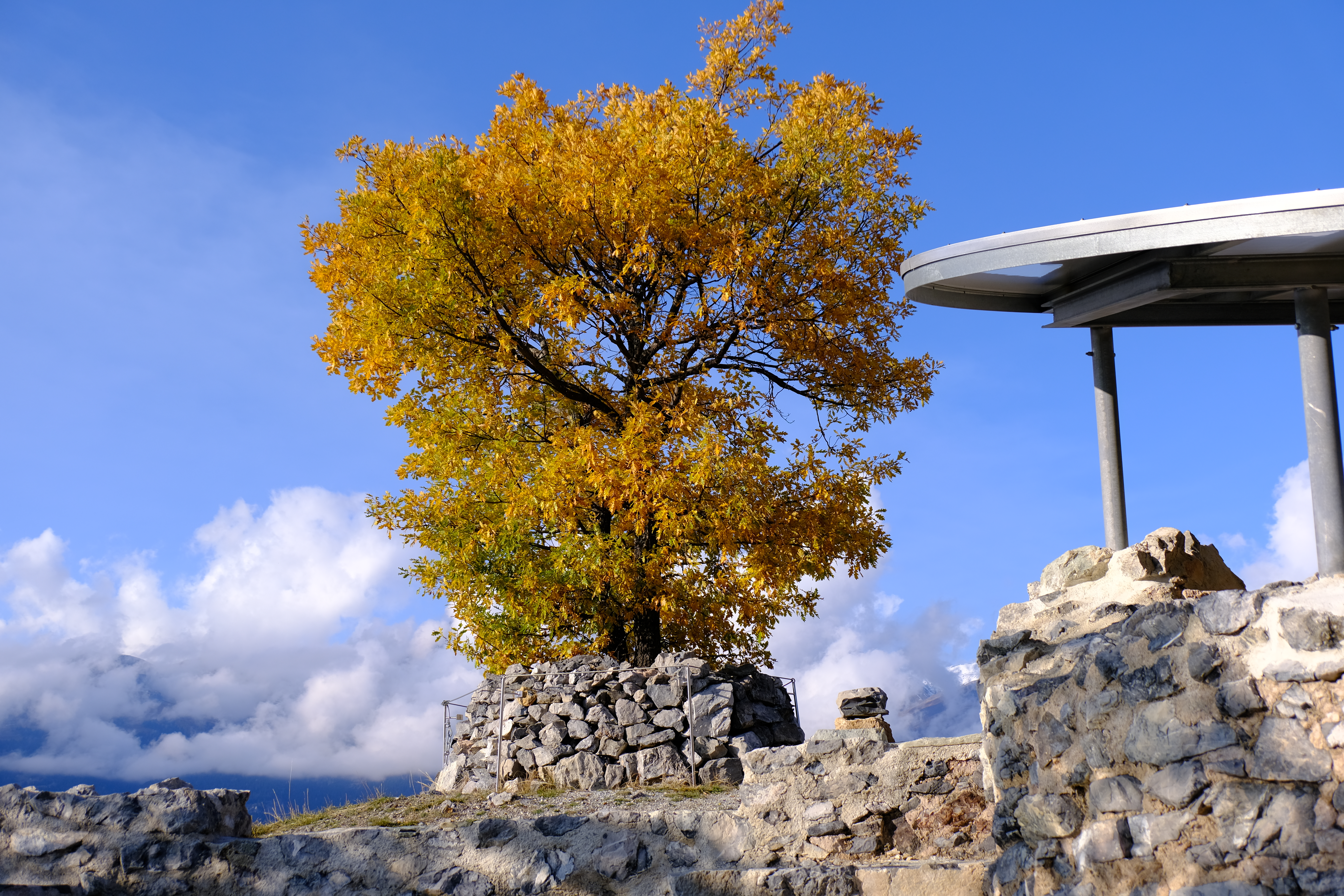
Chêne au milieu de la terrasse supérieure.
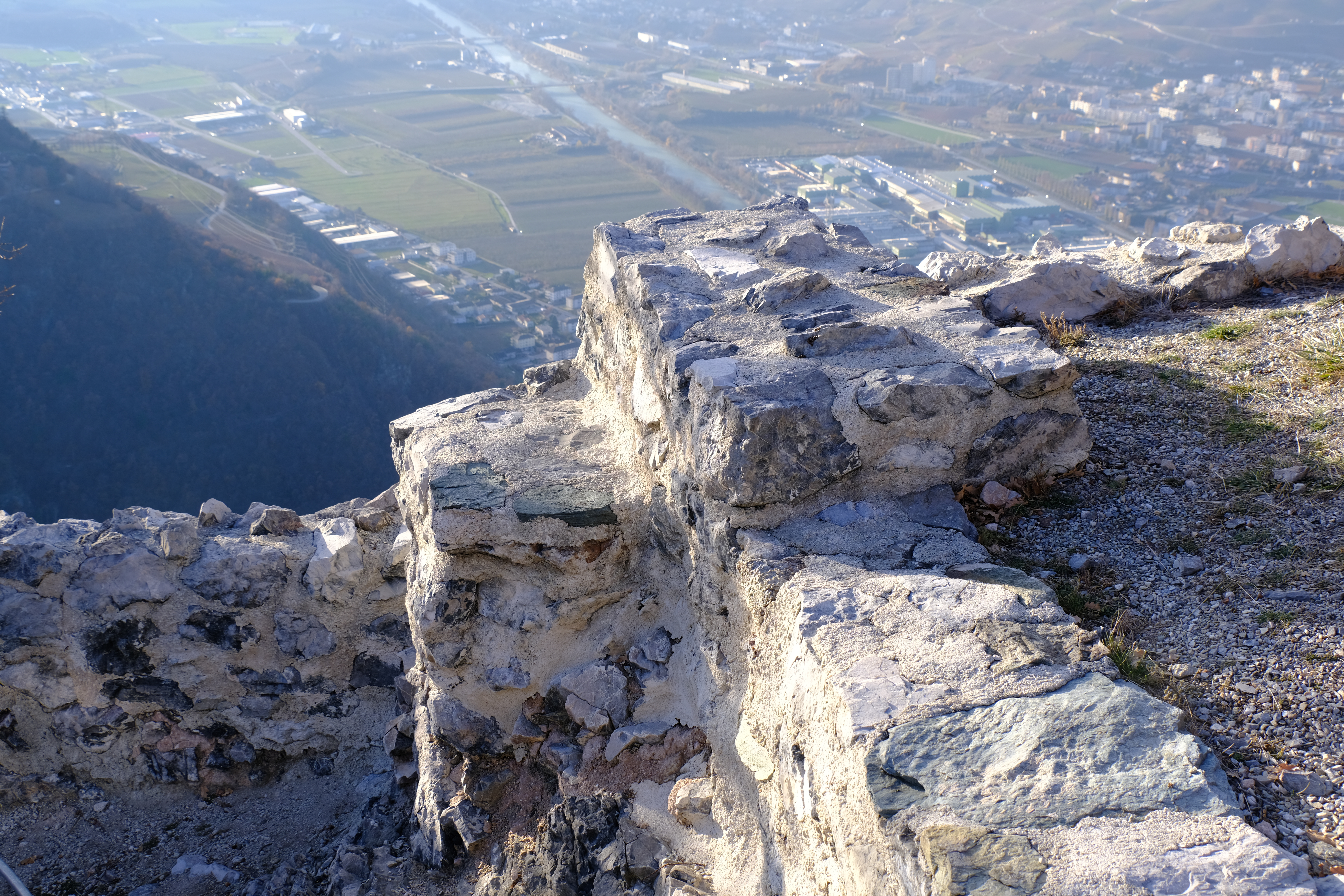
Angle sud-ouest de la terrasse supérieur.
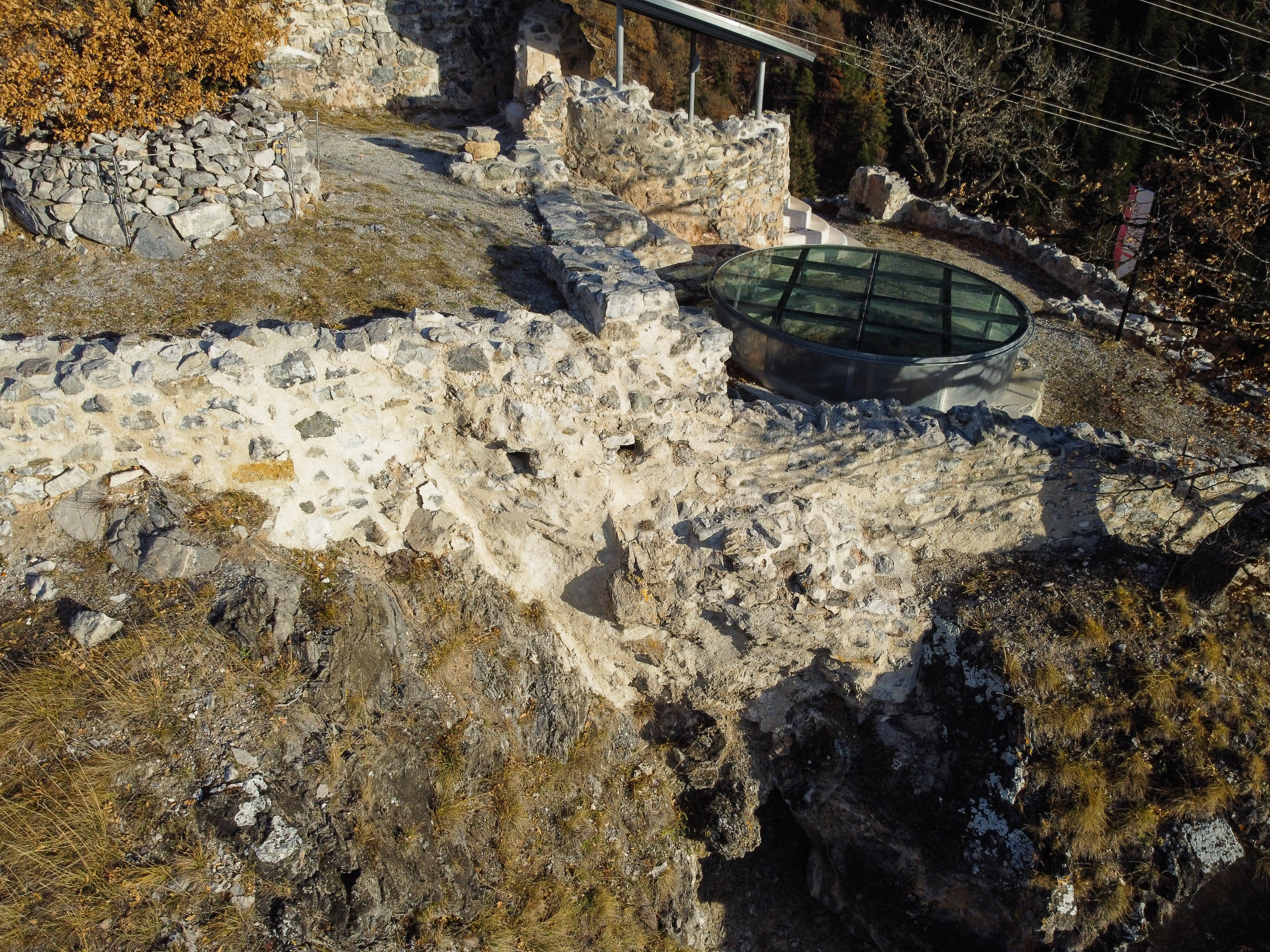
Ruines des latrines.

Vues depuis la terrasse supérieure du château.
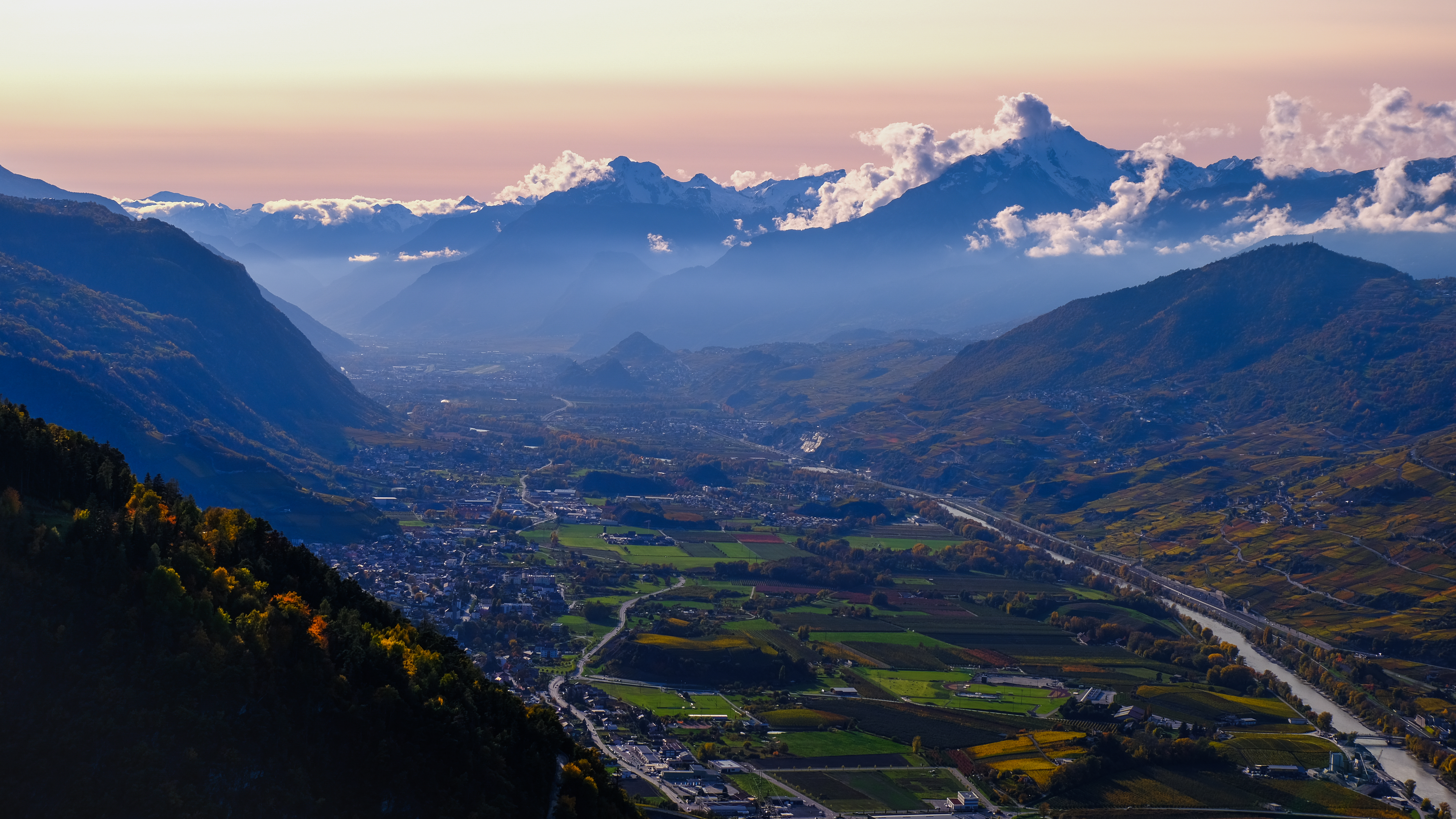
Vallée du Rhône (en direction de Sion).
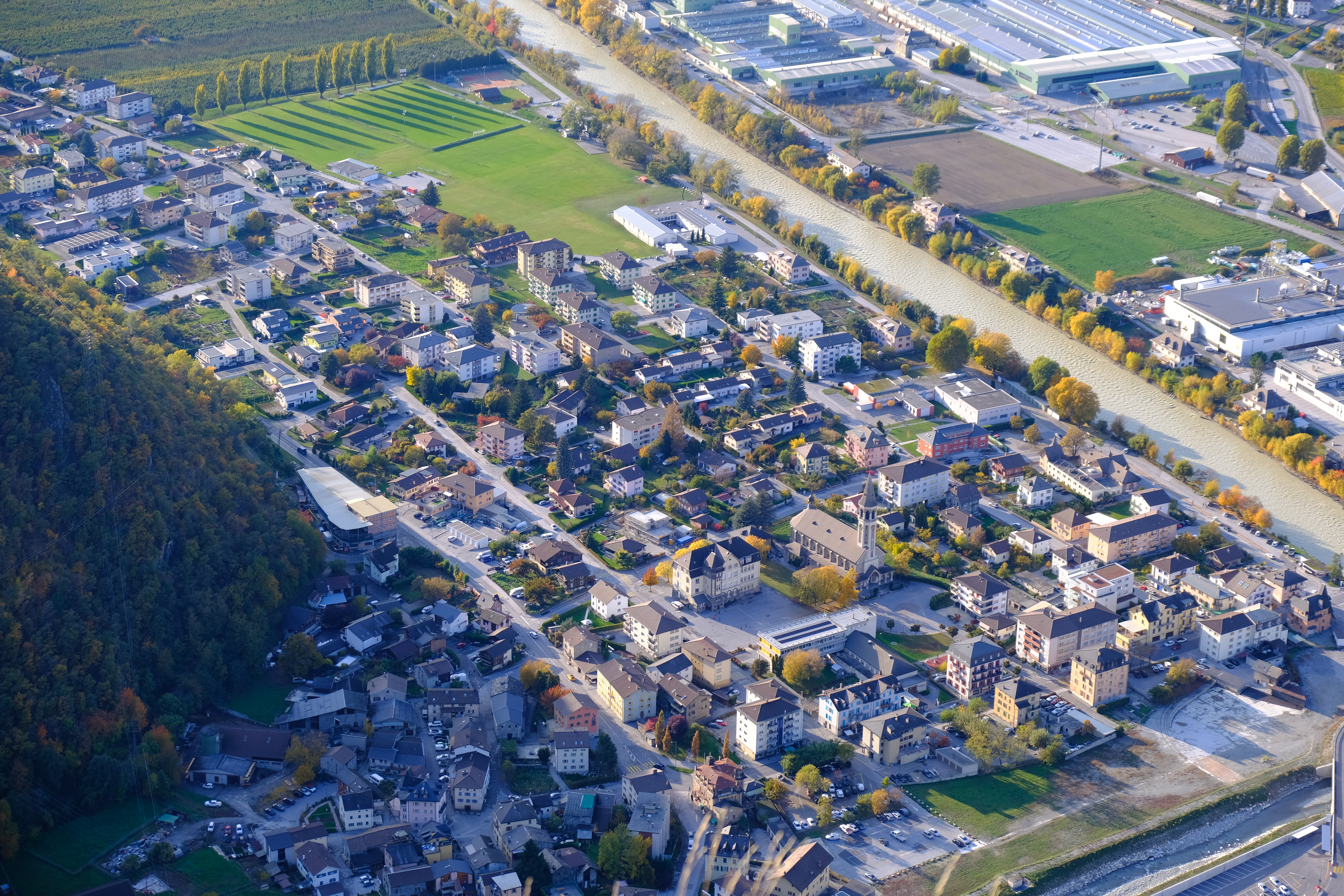
Chippis.
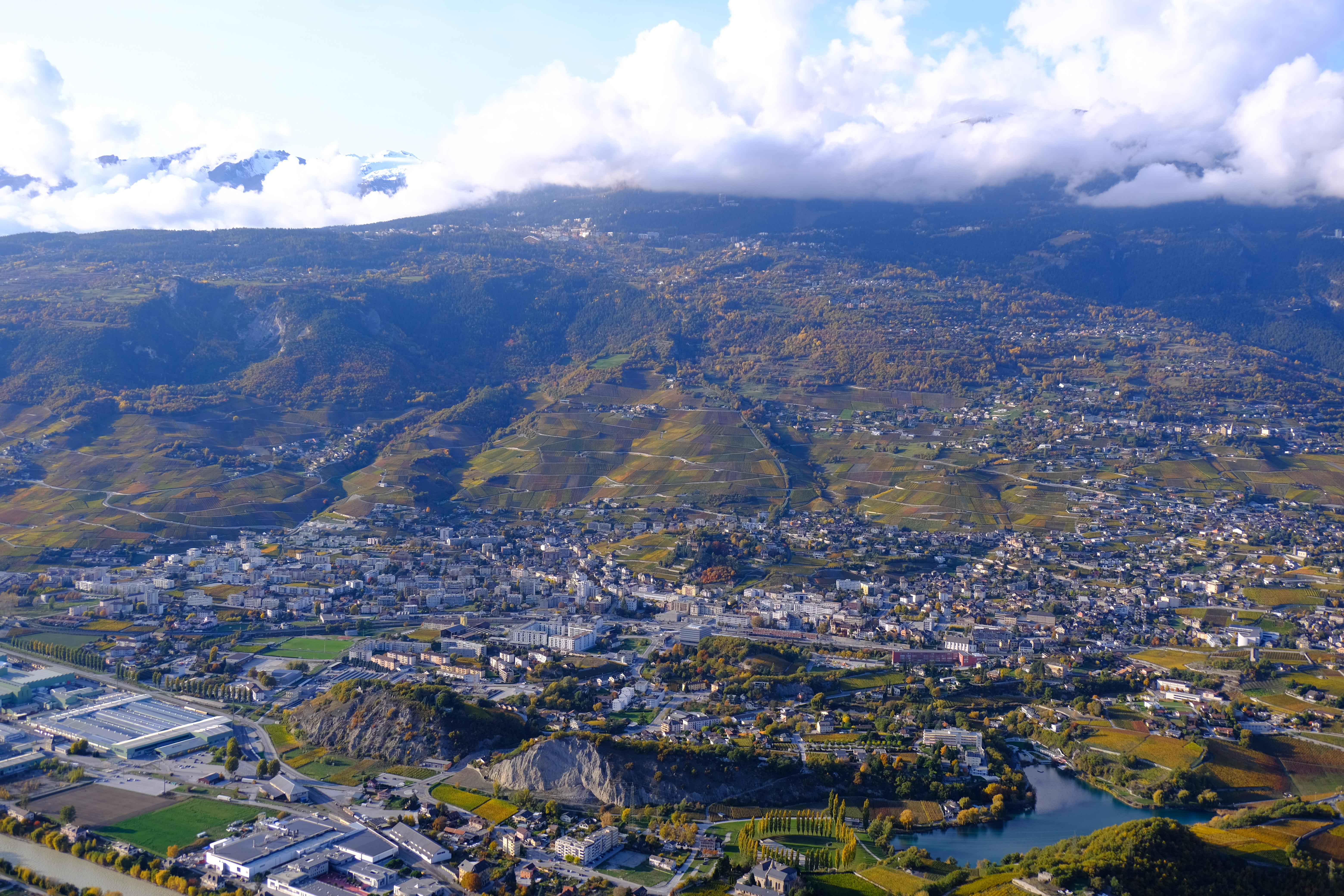
Sierre et Crans-Montana.

- Panorama.